# Karl Ludwig von Littrow

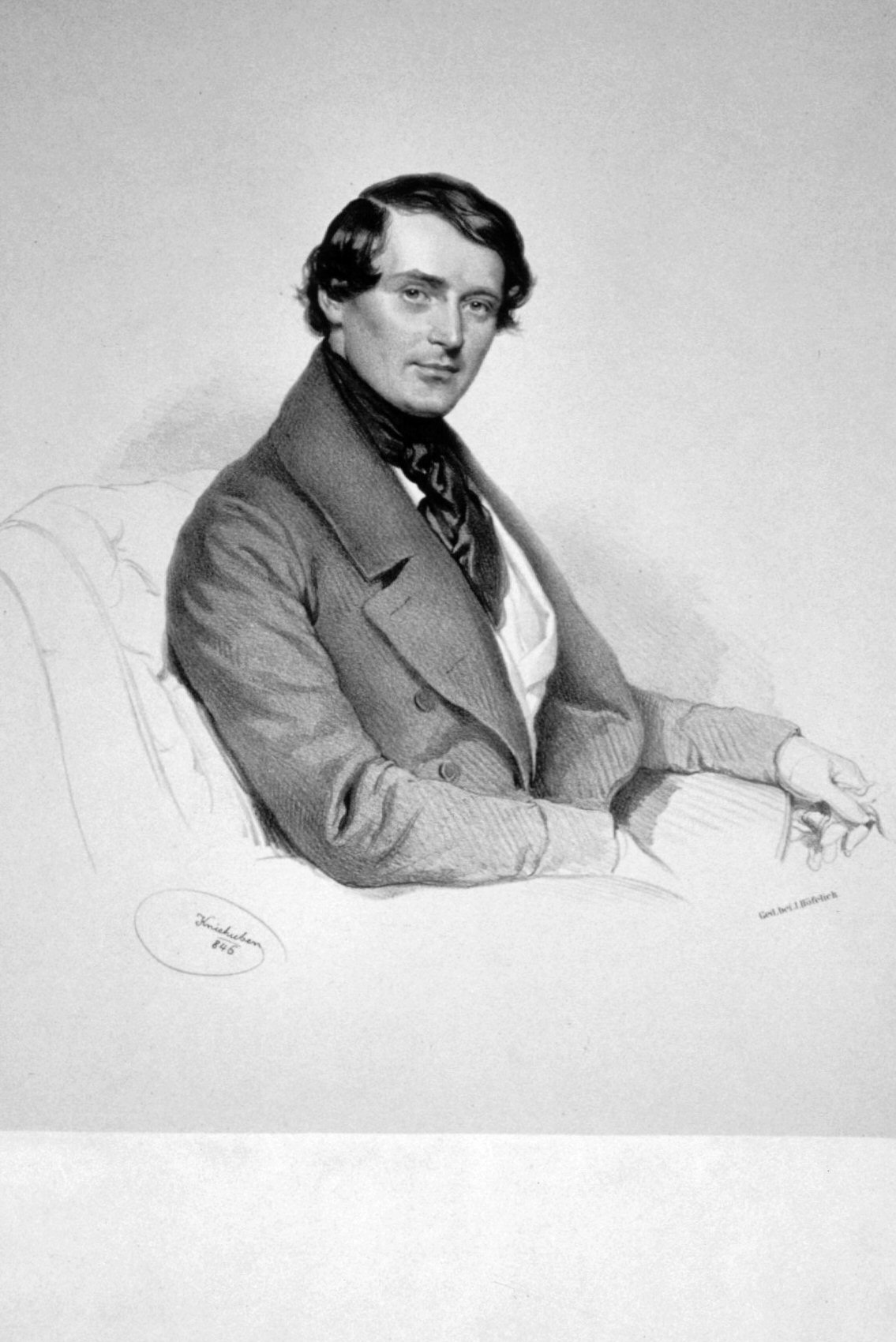
Karl Ludwig Littrow, Lithographie von Joseph Kriehuber, 1846

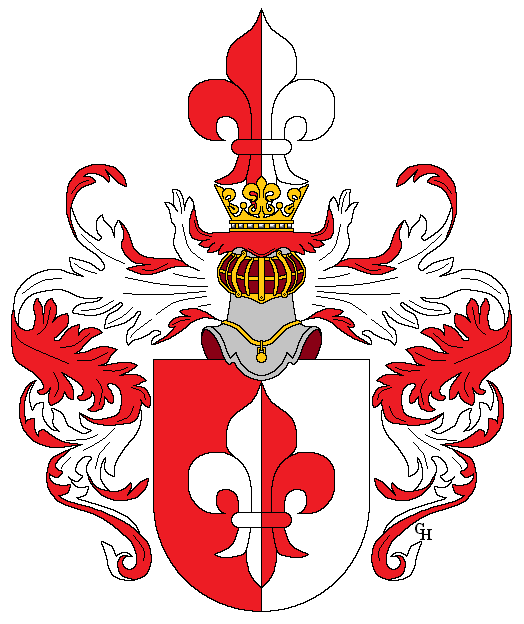
Familienwappen der Edlen von Littrow, verliehen 1836 an Joseph Johann Littrow.

Karl Ludwig Littrow, seit 1836 Edler von Littrow, in der Literatur auch als „Carl Ludwig Littrow“ angegeben (* 18. Juli 1811 in Kasan; † 16. November 1877 in Venedig) war ein österreichischer Astronom, Fachbuchautor und Direktor der Wiener Universitätssternwarte.

## Leben und Wirken
Er war der Sohn des 1836 geadelten Astronomen Joseph Johann von Littrow, sein Bruder Heinrich war Kartograf. Karl Ludwig stand seinem Vater ab 1831 als Gehilfe zur Seite und folgte ihm 1842 als Direktor der Universitätssternwarte Wien, nachdem er sich insbesondere durch eine Bearbeitung der Hellschen Beobachtung des Venusdurchganges von 1769 bekannt gemacht hatte.
1847 wurde Karl Ludwig von Littrow mit Otto Wilhelm von Struve zum Beurteilungskommissar über den trigonometrischen Anschluss von Russland und Österreich-Ungarn ernannt. Als Universitätsdekan trug er 1850 viel zur bleibenden Einführung der damals in Österreich versuchten Institutionen deutscher Hochschulen bei, und seit 1862 beteiligte er sich lebhaft an den Arbeiten der mitteleuropäischen Gradmessung. Er lieferte auch eine neue Methode der Längenbestimmung zur See, bearbeitete mit Edmund Weiss die meteorologischen Beobachtungen der Wiener Sternwarte und übersetzte „Abriß einer Geschichte der Astronomie im Anfang des 19. Jahrhunderts“ von George Biddell Airy. Im Jahr 1858 wurde er zum Mitglied der Leopoldina gewählt.
Littrow schrieb unter anderem eine „Populäre Geometrie“. Im Physikalischen Wörterbuch von Johann Samuel Traugott Gehler veröffentlichte er 1844 sein „Verzeichnis der geographischen Ortsbestimmungen“, welches er noch im selben Jahr in Leipzig separat publizieren konnte (Nachträge 1846). Die „Annalen der Wiener Sternwarte“ sind unter seiner Leitung zu einem der wichtigsten astronomischen Jahrbücher geworden.
Littrow setzte den Neubau der Universitätssternwarte Wien durch, die noch sein Vater angeregt hatte. Ihre Fertigstellung hat er allerdings nicht mehr erlebt.
1879 wurde in Wien-Währing (18. Bezirk) die Littrowgasse – entlang des Sternwarteparks – nach ihm benannt.
1839 heiratete Littrow Auguste Bischoff, eine deutsch-österreichische Schriftstellerin und Frauenrechtlerin. Sein früh verstorbener Sohn Otto von Littrow war der Erfinder des Littrow-Spektrometers.

## Schriften
- Das Toposcop auf dem St. Stephansthurme in Wien: ein Instrument, durch das die Thurmwärter in den Stand gesetzt werden, den Ort einer Feuersbrunst stets, bey Tag wie bey Nacht, mit gleicher Sicherheit anzusagen. Gerold, Wien 1837 Digitalisat
- Populäre Geometrie, 1839
- Beitrag zu einer Monographie des Halleyschen Cometen, 1834
- Beitrag zu Adalbert Stifter Die Sonnenfinsterniss am 8. July 1842
- Verzeichnis geograph. Ortsbestimmungen, 1844
- Physische Zusammenkünfte der Planeten, 1859
- J. J. v. Littrow's Vergleichung der vorzüglichsten Maße, Gewichte und Münzen, Beck, 1844.

## Karl von Littrow-Gedenkmedaille
Die Karl von Littrow Gedenkmedaille war eine österreichische Auszeichnung aus Bronze, sie wurde zu Ehren des Astronomen ab 1878 ausgegeben. Es war eine vorausgenommene Auszeichnung auf die erst 1883 fertiggestellte neue Wiener Universitäts-Sternwarte. Diese war ein Projekt des Geehrten, welches zu dessen Lebzeiten auf seine Initiative begonnen wurde, aber noch nicht fertig war.
Die Medaille, vom Graveur Anton Scharff geschaffen, hat bei einem Gewicht von etwa 107 Gramm einen Durchmesser von 64 Millimeter und zeigt vorn ein halblinkes Brustbild des Namensgeber mit einer Umschrift „*CAROLO DE LITTROW HUMANITATE INGENIO DOCTRIN INSIGNI“ und auf der Rückseite die neue (zur Ausgabezeit geplante und im Bau befindliche) Universitäts-Sternwarte als Frontansicht und den zweizeiligen Text „HARUM AEDIUM AUCTORI“ und in römischen Zahlen das Jahr „MDCCCLXXVIII“.